# Robert Icke
Robert William Icke (Stockton-on-Tees, 29 novembre 1986) è un regista teatrale e drammaturgo britannico.

## Biografia
Nato e cresciuto a Stockton-on-Trees, Icke si appassionò al teatro da adolescente dopo aver visto Kenneth Branagh recitare nel Riccardo III. Dopo la laurea in letteratura inglese a Cambridge, Ickle si avvicinò al teatro come protegée di Michael Grandage, prima di lavorare come regista associato per Thea Sharrock, Michael Attenborough e Trevor Nunn. Nel 2010 rimpiazzò Ben Power come regista associato della compagnia teatrale di Rupert Goold Headlong, dove diresse una tournée britannica di Romeo e Giulietta e un adattamento di 1984 ad opera di Duncan Macmillan, in scena prima a Nottingham nel 2013 e poi a Broadway nel 2017.
Nel 2013 divenne regista associato dell'Almeida Theatre, dove si affermò con le sue produzioni di opere teatrali moderne come Mr. Burns, a Post-Electric Play e The Fever nel 2014. Nel 2015 ottenne un grande successo con un adattamento dell'Orestea di Eschilo curato da lui e a cui lo stesso Icke aveva aggiunto un atto di proprio pugno sul sacrificio di Ifigenia. L'allestimento di Ickle, dalla durata di circa quattro ore, ottenne un grande successo di critica sia al debutto all'Almeida Theatre che quando poi fu riproposto ai Trafalgar Studios del West End londinese. La regia di Icke fu particolarmente apprezzata e gli valse il Laurence Olivier Award e l'Evening Standard Theatre Awards, mentre Time Out lo definì "la grande speranza del teatro britannico". L'acclamata produzione dell'Orestea è stata portata in scena in olandese al Toneelgroep Amsterdam di Ivo van Hove nel 2018, ottenendo ancora una volta vasti consensi, tanto da essere riproposta all'Edinburgh International Festival nel 2019.
Al successo dell'Orestea seguirono apprezzati allestimenti di Zio Vania con Paul Rhys e Maria Stuarda con Juliet Stevenson e Lia Williams, mentre nel 2017 diresse Andrew Scott in un Amleto di tale successo da essere immediatamente riproposto nel West End londinese dopo la fine delle repliche all'Almeida Theatre. Nel 2016 fece il suo debutto al National Theatre dirigendo un adattamento teatrale del romanzo La Maine di Georges Simenon. Nell'estate 2019 Icke ha lasciato l'Almeida per dedicarsi alla carriera da regista free-lance. Sempre nel 2019 ha diretto la prima del suo dramma The Doctor, liberamente tratto dal Professor Bernhardi di Arthur Schnitzler, che nel 2020 gli è valso una candidatura al Laurence Olivier Award alla migliore nuova opera teatrale. Nel 2024 ha diretto nel West End un adattamento dell'Edipo che aveva scritto e già diretto ad Amsterdam nel 2018 e che ha vinto il Premio Laurence Olivier al miglior revival nel 2025.
Nel giugno 2018 è stato eletto membro della Royal Society of Literature.